# Ołeniwśke (obwód kirowohradzki)
Ołeniwśke (ukr. Оленівське) – wieś na Ukrainie, w obwodzie kirowohradzkim, w rejonie kropywnyckim, w hromadzie Ketrysaniwka. W 2001 liczyła 108 mieszkańców, spośród których 100 wskazało jako ojczysty język ukraiński, 3 rosyjski, a 5 mołdawski.